# Episodi di Teheran (prima stagione)
La prima stagione della serie televisiva Teheran , composta da 8 episodi, è stata pubblicata in prima visione sia negli Stati Uniti che in Italia da Apple TV+ dal 25 settembre al 30 ottobre 2020.
| nº | Titolo originale                 | Titolo italiano                    | Pubblicazione originale | Pubblicazione Italia |
| -- | -------------------------------- | ---------------------------------- | ----------------------- | -------------------- |
| 1  | Emergency Landing in Tehran      | Atterraggio di emergenza a Teheran | 22 giugno 2020          | 25 settembre 2020    |
| 2  | Blood on Her Hands               | Mani insanguinate                  | 22 giugno 2020          | 25 settembre 2020    |
| 3  | Yasamin's Girl                   | La ragazza di Yasamin              | 29 giugno 2020          | 25 settembre 2020    |
| 4  | Shakira and Sickboy              | Shakira e Sick-boy                 | 29 giugno 2020          | 2 ottobre 2020       |
| 5  | The Other Iran                   | L'altro Iran                       | 6 luglio 2020           | 8 ottobre 2020       |
| 6  | The Engineer                     | L'ingegnere                        | 13 luglio 2020          | 16 ottobre 2020      |
| 7  | Tamar's Father                   | Il padre di Tamar                  | 20 luglio 2020          | 23 ottobre 2020      |
| 8  | Five Hours Until the Bombing Run | Cinque ore al bombardamento        | 27 luglio 2020          | 30 ottobre 2020      |